# Esbjörn Bergman
Esbjörn Bergman, född 31 december 1805 i Attmars socken, död 27 oktober 1879 i Ljustorps socken, var en svensk präst.
Esbjörn Bergman var son till Erik Bergman, som var brukspatron på Sörfors bruk, och Brita Catharina Norberg; han var också bror till biskop Israel Bergman och systerson till professor Matthias Norberg. Bergman blev student vid Uppsala universitet hösten 1824 och promoverades där till filosofie magister 1830 efter att ha framlagt en avhandling med Jöns Svanberg som preses. Därefter valde Bergman lärarbanan. Han var vice konrektor vid Härnösands skola 1831–1833, blev vice kollega där hösten 1833, ordinarie kollega vid Umeå trivialskola i juni 1834 och fick samma tjänst vid Härnösands skola i september samma år. Han speciminerade för rektorssysslan hösten 1835 och var vikarierande adjunkt vid Härnösands gymnasium 1835–1836. I januari 1836 utnämndes han till rektor vid Haparanda apologistskola, där han efterträdde Isak Bucht.
I november 1842 prästvigdes Bergman för Härnösands stift och avlade pastoralexamen i juni 1843. I juni 1846 utnämndes han till kyrkoherde i Ljustorps församling med tillträde i maj 1847. År 1861 blev han kontraktsprost i Medelpads kontrakt.  Under Bergmans tid som präst uppstod religiös splittring, då bland annat baptistiska kolportörer vann anhängare. Bergman försökte med hjälp av lagen men utan framgång hejda frikyrkorörelsens framgångsrika verksamhet. Han blev ledamot av Nordstjärneorden 1860 och utnämndes till teologie doktor vid Uppsala universitets jubelfest 1877.
Bergman var gift med Wilhelmina Huss som var dotter till Wilhelm Huss, hans företrädare i Ljustorp. Makarna hade inga barn.